# Joseph Schumpeter
Joseph Alois Schumpeter (Triesch, 8 de fevereiro de 1883 – Taconic, Connecticut, 8 de janeiro de 1950) foi um economista e cientista político austríaco. É considerado um dos mais importantes economistas da primeira metade do século XX, e foi um dos primeiros a considerar as inovações tecnológicas como motor do desenvolvimento capitalista. Além disso, marcou profundamente a história da reflexão política com sua teoria democrática a qual redefiniu o sentido de democracia, tida como uma simples maneira de gerar uma minoria governante legítima, ou seja, uma definição procedimental que passa a ser a base de diversas concepções posteriores.

## Biografia
Joseph nasceu em Triesch, atual Třešť, Morávia (parte oriental da atual República Checa), que era, então, parte do Império Austro-Húngaro, em 1883 — mesmo ano da morte de Karl Marx e do nascimento de John Maynard Keynes. Filho único de família católica, seus pais eram etnicamente alemães. O pai, um fabricante de tecidos, morreu precocemente. Sua mãe, então, casou-se com oficial de alta patente do exército austro-húngaro. O jovem Schumpeter recebeu educação tipicamente aristocrática — forte nas Humanidades, fraca em Matemática e ciência — no Theresianum, instituição jesuíta de ensino, fundada pela imperatriz Maria Teresa, em Viena, no ano de 1746.
Em 1901 Schumpeter ingressou na faculdade de Direito da Universidade de Viena.
Schumpeter teve cursos de economia ministrados por Friedrich von Wieser (1851–1926) e participou de seminários de Eugen Böhm von Bawerk (1851–1914), junto com outros economistas em formação, como Ludwig von Mises (1881–1973) e os austro-marxistas Otto Bauer (1881–1938) e Rudolf Hilferding (1877–1941).
Em 1907 resolveu casar-se com Gladys Ricarde Seaves, filha de dignitário da igreja anglicana e doze anos mais velha que ele. No mesmo ano o casal partiu para o Cairo, onde Schumpeter advogou perante o Tribunal Misto Internacional do Egito, sendo também Conselheiro de finanças de uma princesa egípcia.
Começou a lecionar antropologia em 1909, na Universidade de Czernovitz (hoje na Ucrânia), e, a partir de 1911, na Universidade de Graz, onde permaneceu até a Primeira Guerra Mundial.
Em março de 1919, assumiu o posto de ministro das Finanças da República Austríaca, permanecendo por poucos meses nesta função. Em seguida, assumiu a presidência de um banco privado, o Bidermann Bank de Viena, que faliu em 1924. A experiência custou a Schumpeter toda a sua fortuna pessoal e deixou-o endividado por alguns anos.
Depois desta passagem desastrosa pela administração pública e pelo setor privado, decidiu voltar a lecionar, desta vez na Universidade de Bonn, Alemanha, de 1925 a 1932. Com a ascensão do Nazismo, teve que deixar a Europa. Viajou pelo Japão e pelos Estados Unidos, para onde se transferiu, em 1932, assumindo docência na Universidade de Harvard, em Cambridge (Massachusetts). Ali permaneceu até sua morte, em janeiro de 1950, pouco antes de completar 67 anos. Schumpeter foi muito estimado por seus alunos, vários dos quais se tornaram seus leais seguidores.

## Contribuições teóricas
Apesar de Schumpeter ter encorajado alguns jovens economistas matemáticos e ter sido presidente-fundador da Econometric Society (1933), ele não foi um matemático, mas um economista que se batia entusiasticamente pela integração de sua disciplina com a Sociologia para o melhor entendimento de suas teorias econômicas. Presentemente sabe-se que as ideias de Schumpeter sobre os ciclos econômicos e o desenvolvimento não cabiam no quadro matemático de sua época. Tais teorias requeriam uma linguagem de sistemas dinâmicos não lineares para serem parcialmente formalizadas.
Sua teoria do ciclo econômico representou a chegada fundamental para a ciência econômica contemporânea. A razão, segundo o autor, para que a economia saia de um estado de equilíbrio e entre numa disparada está no surgimento de alguma inovação, do ponto de vista econômico, que altere consideravelmente as condições prévias de equilíbrio.
Exemplos de inovações que alteram o estado de equilíbrio são: a introdução de novo bem no mercado, a descoberta de novo método de produção ou de comercialização de mercadorias, a conquista de novas fontes de matérias-primas, ou mesmo a alteração da estrutura de mercado vigente, como a quebra de um monopólio, por exemplo. A introdução de uma inovação no sistema econômico é chamada por Schumpeter de “ato empreendedor”, realizada pelo “empresário empreendedor”, visando à obtenção de lucro, que, segundo o autor, é o motor de toda a atividade empreendedora. Quando fala de lucro, Schumpeter não se refere à remuneração usual do capital investido, mas ao “lucro extraordinário”, isto é, o lucro acima da média do mercado, que engendraria novos investimentos e a transferência de capitais entre os diferentes setores da economia.
Ainda de acordo com o economista, para que uma inovação seja realizada, é necessário que três condições sejam cumpridas:
- que, em determinado período, existam novas e mais vantajosas possibilidades do ponto de vista econômico privado, na indústria ou num ramo da indústria;
- que haja acesso limitado a tais possibilidades, seja em razão das qualificações pessoais necessárias, seja por causa de circunstâncias exteriores;
- que a situação econômica permita o cálculo de custos e um planejamento razoavelmente confiável, isto é, que haja uma situação de equilíbrio econômico.

## Neoschumpeterianos
Muitos economistas e sociólogos contemporâneos têm trabalhado sob a inspiração dos trabalhos de Schumpeter. A partir do final dos anos setentas, os chamados "neoschumpeterianos" difundiram amplamente o emprego de analogias biológicas para explicar o caráter evolutivo do desenvolvimento capitalista e sobretudo do processo de mudança tecnológica. Defendem que a inovação constitui o determinante fundamental da dinâmica econômica, sendo, ao mesmo tempo, fundamental para definir os padrões de competitividade econômica, em especial no atual quadro de aumento da competitividade regional e global. Entre os principais economistas neoschumpeterianos destacam-se o britânico Christopher Freeman, o português Mário Murteira, a venezuelana Carlota Perez, Nathan Rosenberg, Richard Nelson, Sidney Winter e Giovanni Dosi, este último desenvolveu o conceitode paradigmas e trajetórias tecnológicas, inspirado na teoria de Thomas Kuhn.
Os noeschumpeterianos, também conhecidos como evolucionários, ampliaram os conceitos econômicos abordados por Schumpeter e acresceram importantes contribuições a teoria econômica com: Os Sistemas de Inovação, conjunto de atores que formalizariam o desenvolvimento de inovações dentro de uma economia; o conceito de Path dependence, a importância da trajetória da tecnologia para seu sucesso, entre outras muitas.

## Obras
Suas principais obras foram:
- A natureza e a essência da economia política (Das Wesen und der Hauptinhalt der Nationaloekonomie), de 1908;
- Teoria do desenvolvimento econômico (Die Theorie der Wirschaftlichen Entwicklung), de 1911;
- Ciclos econômicos (Business cycles), de 1939;
- Capitalismo, Socialismo e Democracia (Capitalism, Socialism and Democracy[5]), de 1942;
- História da análise econômica (History of economic analysis[6]), publicado postumamente, em 1954.